# ماه نو (فیلم ۱۹۴۰)
ماه نو (انگلیسی: New Moon) فیلمی در ژانر موزیکال به کارگردانی رابرت زی. لنرد و دبلیو. اس. ون دایک است که در سال ۱۹۴۰ منتشر شد.

## بازیگران
- جانت مک‌دانلد
- نلسون ادی
- ماری بولند
- اچ. بی. وارنر
- جرج اروینگ
- باستر کیتون
- سیسیل کانینگهام
- نات پندلتن
- رابرت وارویک
- جو یول
- کریستیان جی. فرانک
- فرد گراهام
- کلاد کینگ
- جرالد فیلدینگ